# 공취 (사람)
요이후 공취(蓼夷侯 孔聚, ? ~ 기원전 172년), 또는 공취(孔冣), 공총(孔藂)은 중국 전한의 장군으로, 고제의 30위 개국공신이다.

## 생애
고제 원년(기원전 206년), 탕에서 집순(執盾)으로서 처음 고제를 섬겼고, 좌사마로서 한나라에 들어갔다. 해하 전투에서는 좌군을 맡아 전군을 맡은 한신이 항우와 싸워 불리해 물러나자 우군을 맡은 진하와 함께 항우를 쳤다. 초군이 불리해지자 한신이 되돌아와 싸워 초군은 대패했다. 이 공적으로 고제 6년(기원전 201년)에 요(蓼) 땅을 받아 열후가 되었다. 문제 8년(기원전 172년)에 죽어 아들 공장이 뒤를 이었다.

## 공자의 후손?
《공자가어·후서》에서는 공안국의 계보를 설명하는데, 여기에서는 공취가 공자의 10세손 공부(孔祔)의 아들로 자는 자산(子産)이며, 53세에 죽었다고 한다. 행적은 한서와 사기의 기록과 일치한다. 공자가어는 위서이고, 공자를 존숭한 사마천과 반고 둘 다 공취의 혈통을 공자와 연결하는 기록을 남기지 않았기 때문에 이 계보도 의혹이 있다.